# Noeme da Silveira Freitas
Noeme da Silveira Freitas (Fortaleza, 7 de setembro de 1905 – Caucaia, 9 de abril de 2021) foi uma supercentenária brasileira.
Noeme da Silveira Freitas nasceu em Fortaleza, em 7 de setembro de 1905. Aos 2 anos foi levada para um convento no município de Canindé, Ceará, onde permaneceu até os 18 anos. Noeme e seu marido eram amigos de infância que se casaram depois que saíram da escola. Seu marido morreu com 98 anos e tiveram 7 filhos. O trabalho de sua vida era costurar. Por volta dos 99 anos, ela começou a ter problemas para andar.